# Vlasinasee
Der Vlasinasee (serbisch Власинско језеро Vlasinsko jezero) ist ein semi-künstlich geschaffener See im Verlauf des Flusses Vlasina im südostserbischen Hochland – 320 km südlich von Belgrad. Der Vlasinasee ist der größte und höchstgelegene Stausee Serbiens. Eine Besondheit ist, dass er schwimmende Inseln besitzt. Der See und seine nähere Umgebung wurde am 13. November 2007 als Ramsar-Gebiet mit einer Fläche von 3209 Hektar ausgewiesen.

## Geschichte
Das Gebiet war ursprünglich ein Torfmoor namens Vlasinsko Blato ohne permanente Wasserfläche. 1947 stufte das Naturkundemuseum Belgrad das Feuchtgebiet in einem Bericht als schützenswert ein. Im Folgejahr wurde dennoch der Bau eines Staudamms begonnen und der Vlasinasee wurde zwischen 1949 und 1954 aufgestaut. Zwei Drittel des ursprünglichen Moores wurden dabei überflutet und bildeten den heutigen See, der vom restlichen Moorgebiet, Hügeln und Feuchtwiesen umgeben ist. Das Gebiet wurde 2006 unter Schutz gestellt. Am 13. November 2007 wurde der Vlasinasee und seine nähere Umgebung als Ramsar-Gebiet, d. h. als Feuchtgebiet mit internationaler Bedeutung, ausgewiesen.

## Lage und Verwaltung

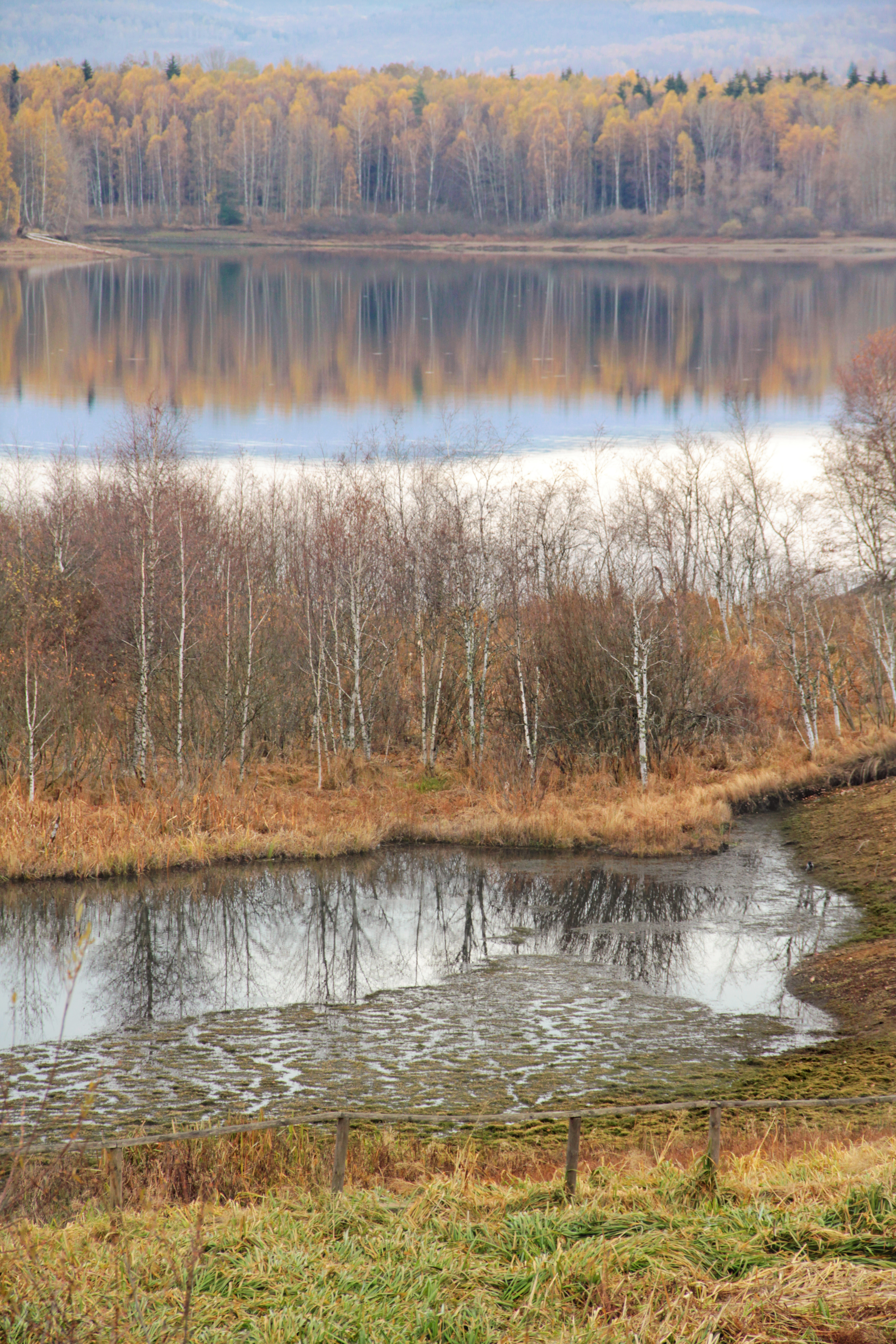
Schwimmende Insel auf dem Vlasinasee (November 2017)

Der Vlasinasee befindet sich im Südosten Serbiens im Nordosten des Okrug Pčinja in der Gemeinde Opština Surdulica. Deren Hauptort und Verwaltungssitz des Sees ist die westlich von diesem gelegene Kleinstadt Surdulica. Der See liegt auf einer Höhe von 1211 m über dem Meeresspiegel und wird von bis zu 1875 m hohen Bergen umgeben. Er nimmt eine Fläche von 16 km² ein. In ihm finden sich die zwei permanenten Inseln Stratoria und Dugi del sowie mehrere schwimmende Inseln. An seinem Südufer liegt der kleine Ort Vlasina Okruglica.
Der Vlasinasee ist im Staatsbesitz. Er macht etwa 44 Prozent der Gesamtfläche des Ramsar-Gebiets aus. Das restliche Gebiet befindet sich etwa zu gleichen Teilen in Staats- bzw. Privatbesitz. Das Ramsar-Gebiet wird als Ressourcenschutzgebiet mit der IUCN-Kategorie VI klassifiziert und von der Tourismusbehörde der Kleinstadt Surdulica verwaltet.

## Hydrologie
Der Vlasinasee liegt in den Einzugsgebieten der Flüsse Vlasina (Südliche Morava), Jerma (Nišava) und Dragowischtiza (Struma). Hauptzuflüsse des Sees sind von Westen der Bratašnica, Manojlovica und Cvetkova. Von Süden mündet der Jarčeva in den See. Zuflüsse auf der Ostseite sind der Murina, Dejanova und Božička. Im Sommer liegen die Wassertemperaturen zwischen 21 und 23 °C. Im Winter friert der See zu.

## Staudamm
Der Staudamm befindet sich am Fluss Vlasina am Nordwestende des Sees. Mit dem Bau wurde Ende 1946 begonnen und mit dem Aufstauen des Wassers am 9. April 1949. Dies dauerte bis 1954. Der Staudamm ist 34,5 Meter hoch und über 250 Meter lang.

## Flora und Fauna

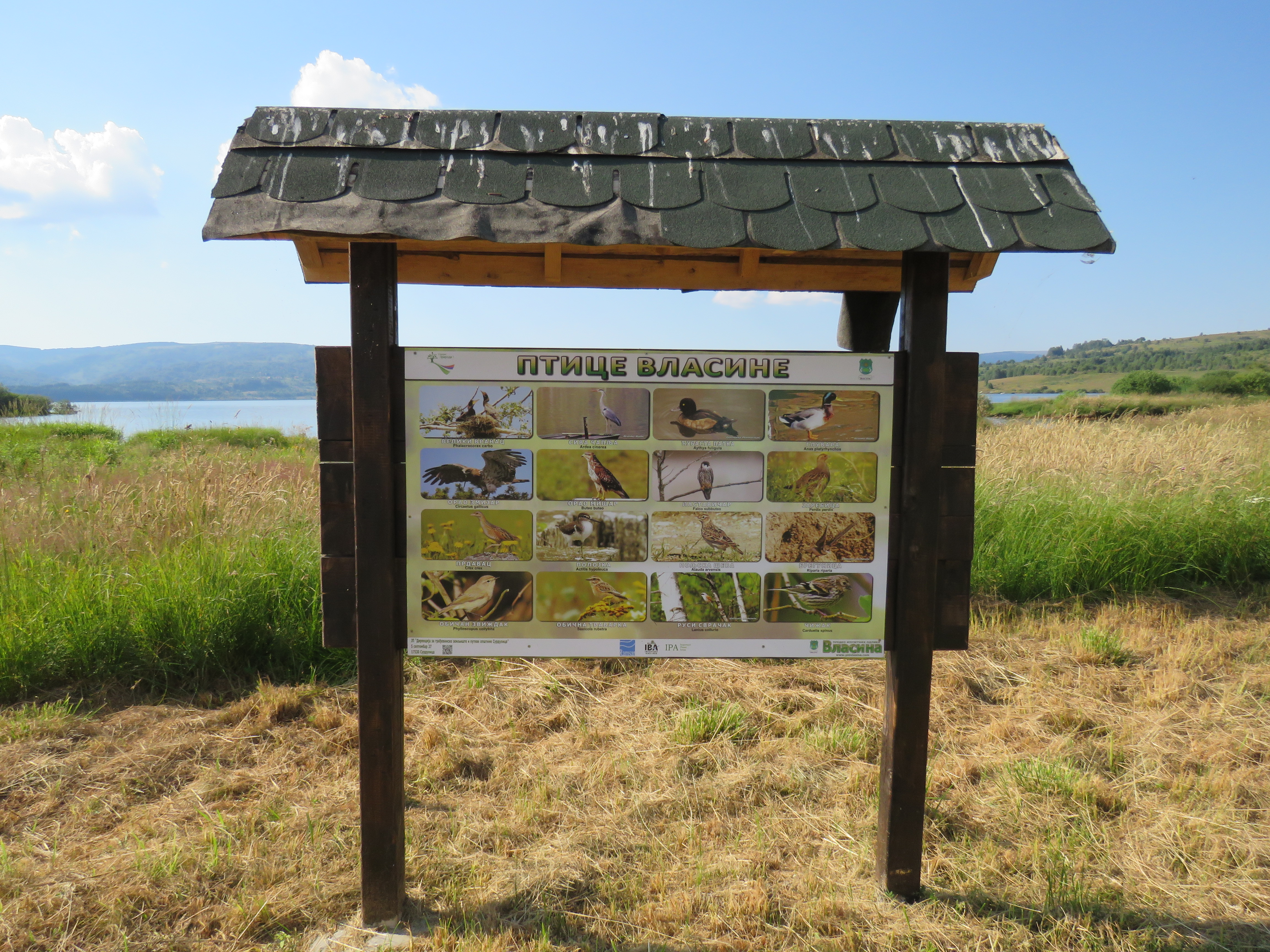
Fotobeispiele der um den See vorkommenden Vogelarten

Wald findet sich am dichtesten am Südufer. Im Osten liegen Feuchtwiesen auf Höhen zwischen 500 und 1000 Metern. Auf den Halbinseln des Sees befinden sich zudem Birkenwälder und Wiesen. Früher fand sich auch mehr Nadelwald, der jedoch Bergbauaktivitäten wich.
Am See wurden 219 Pflanzenarten (ausschließlich Laubmoose) verzeichnet.
Der Vilnasee ist Teil einer von BirdLife International identifizierten Important Bird Area, die sich noch weiter nach Süden mit einer Gesamtfläche von 269,81 km² erstreckt. Im Ramsar-Gebiet kommen etwa 180 Vogelarten vor, darunter der von der IUCN als stark gefährdet eingestufte Würgfalke. Zu den vorkommenden, als gefährdet eingestuften Vögeln zählen die Dreizehenmöwe und die Turteltaube. Als potentiell gefährdet eingestuft werden der Rotmilan, der Rotfußfalke, der Krauskopfpelikan, der Große Brachvogel, der Kiebitz, die Rotdrossel, die Doppelschnepfe, die Pfuhlschnepfe und die Uferschnepfe. Neben Vögeln wurden am See jeweils 12 Arten von Amphibien und Reptilien verzeichnet. An Säugetieren findet sich beispielsweise der von der IUCN weltweit als potentiell gefährdet eingestufte und in Serbien streng geschützte Fischotter. Auf der Balkanhalbinsel endemische Fischarten, die im Vlasinasee vorkommen, umfassen die Weißfischarten Pachychilon macedonicum und Scardinius graecus.
Auswahl vorkommender Tier- und Pflanzenarten

Pflanzen:
- Gewöhnlicher Herzlöffel (Caldesia parnassifolia)
- Nordischer Drachenkopf (Dracocephalum ruyschiana)
- Firnisglänzendes Sichelmoos (Hamatocaulis vernicosus)
- Niederliegendes Büchsenkraut (Lindernia procumbens)
- Keulen-Bärlapp (Lycopodium clavatum)
- Hahnenfuß-Art Ranunculus fontanus

Säugetiere:
- Ostschermaus (Arvicola amphibius)
- Nominatform des Feldhasen (Lepus europaeus europaeus)
- Fischotter (Lutra lutra)
- Baummarder (Martes martes)
- Europäischer Iltis (Mustela putorius)
- Sumpfspitzmaus (Neomys anomalus)
- Wasserspitzmaus (Neomys fodiens)
- Eurasisches Eichhörnchen (Sciurus vulgaris)
- Europäischer Ziesel (Spermophilus citellus)

Amphibien:
- Gelbbauchunke (Bombina variegata)
- Erdkröte (Bufo bufo)
- Europäischer Laubfrosch (Hyla arborea)
- Springfrosch (Rana dalmatina)
- Griechischer Frosch (Rana graeca)
- Grasfrosch (Rana temporaria)
- Feuersalamander (Salamandra salamandra)

Reptilien:
- Johannisechse (Ablepharus kitaibelii)
- Blindschleiche (Anguis fragilis)
- Östliche Smaragdeidechse (Lacerta viridis)
- Würfelnatter (Natrix tessellata)
- Mauereidechse (Podarcis muralis)
- Griechische Landschildkröte (Testudo hermanni)
- Europäische Hornotter (Vipera ammodytes)
- Kreuzotter (Vipera berus)
- Waldeidechse (Zootoca vivipara)

Fische:
- Schneider (Fisch) (Alburnoides bipunctatus)
- Barbus-Art Barbus balcanicus
- Bitterling (Fischart) (Rhodeus amarus)

## Volkserzählungen
Mehrere Volkserzählungen haben die Gefahren des Vlasina-Gebietes zum Thema. Eine erzählt von der Zerstörung einer „großen Armee“, während eine andere von einem großen Wasserbullen handelt, der des Nachts die Rinder in den umgebenden Dörfern angriff. Der Erzählung nach überzog ein Dorfschmied zum Schutz der Rinder die Hörner eines Bullen mit Eisen, sodass dieser den Wasserbullen vertrieb. Dessen Brüllen soll gelegentlich noch gehört werden, die umgebenden Hügel erschüttern und riesige Blasen auf der Wasseroberfläche des Sees auslösen.

## Tourismus

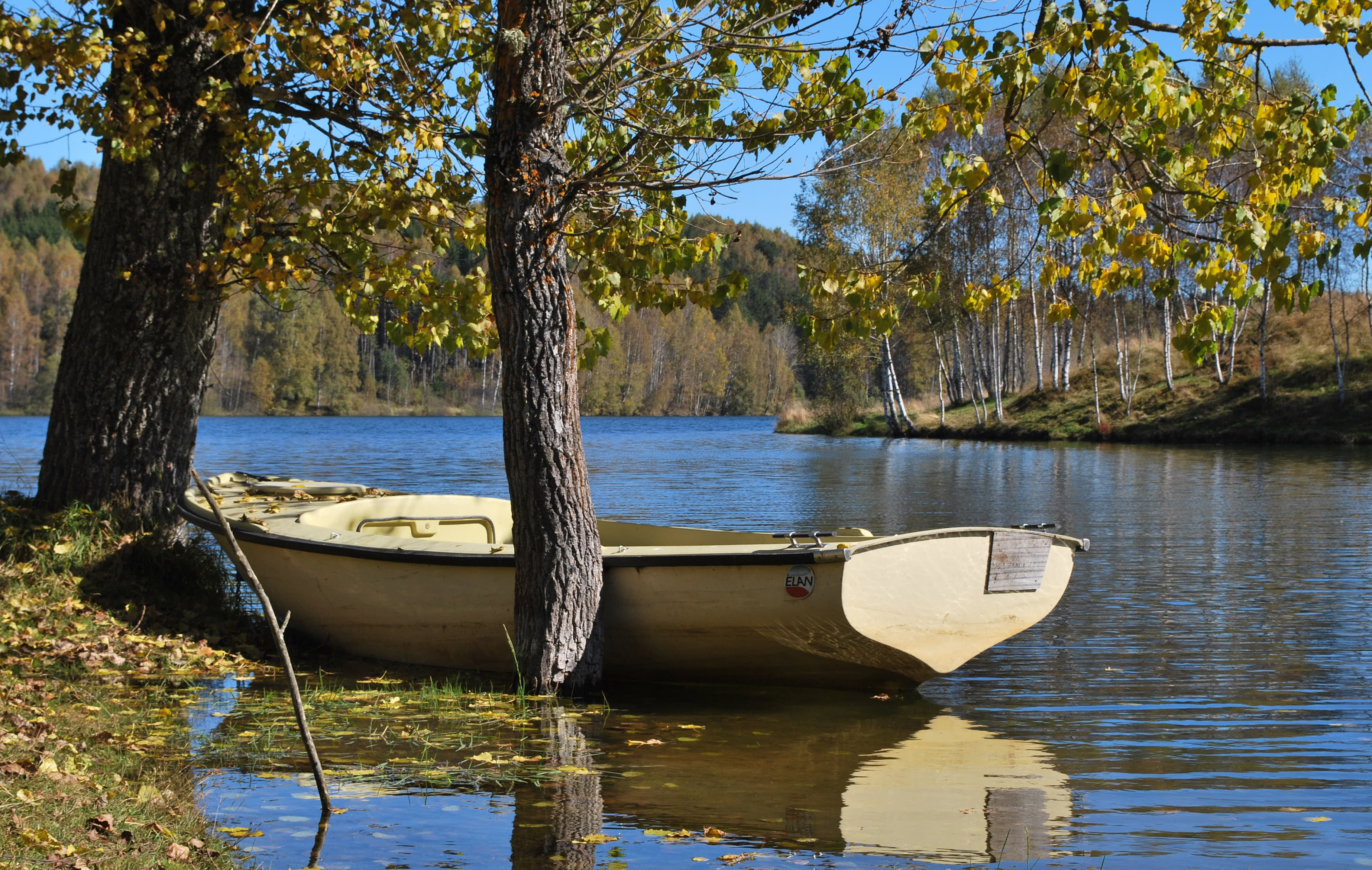
Boot am Vlasinasee (Oktober 2014)

Touristen können am Vlasinasee baden oder anderen Wassersportaktivitäten nachgehen, so können beispielsweise Kajaks und Tretboote gemietet werden. Das Angeln am und auf dem See ist erlaubt. Die Birkenwälder sind für Pilzsucher von Interesse.

## Verkehrsanbindung
Eine Landesstraße führt am Westufer des Sees entlang und die Schnellstraße M1.13 von Surdulica kommend am Südostufer.